# براد بينينغتون
براد بينينغتون (بالإنجليزية: Brad Pennington) هو لاعب كرة قاعدة أمريكي، ولد في 14 أبريل 1969 في سالم في الولايات المتحدة.

## وصلات خارجية
- براد بينينغتون على موقعبيزبول رفرنس.كوم (الدوري الرئيسي) (الإنجليزية)
- براد بينينغتون على موقعبيزبول رفرنس.كوم (الدوري الثانوي) (الإنجليزية)